# 伯納多特鎮區 (明尼蘇達州尼科萊特縣)
伯納多特鎮區（英語：Bernadotte Township）是位於美國明尼蘇達州尼科萊特縣的一個行政鎮區。

## 歷史
伯納多特鎮區於1869年設立，得名自伯納多特王朝的建立者卡尔十四世·约翰，即尚-巴蒂斯特·伯納多特（Jean-Baptiste Bernadotte）。

## 地方資料
伯納多特鎮區的面積為93.01平方千米，皆為陸地。根據2020年美國人口普查的數據，當地共有人口1052人，而人口密度為每平方千米11.31人。